# Ouniangasjöarna
Ouniangasjöarna är ett insjösystem bestående av ca 18 sjöar. 
Fyra av dessa är kända som Ounianga Kebir och är saltsjöar; de övriga fjorton sötvattenssjöarna är kända som Ounianga Saker. 21 juni 2005 sattes sjösystemet upp på Tchads tentativa världsarvslista. Den 1 juli 2012 blev Ouniangasjöarna ett världsarv.

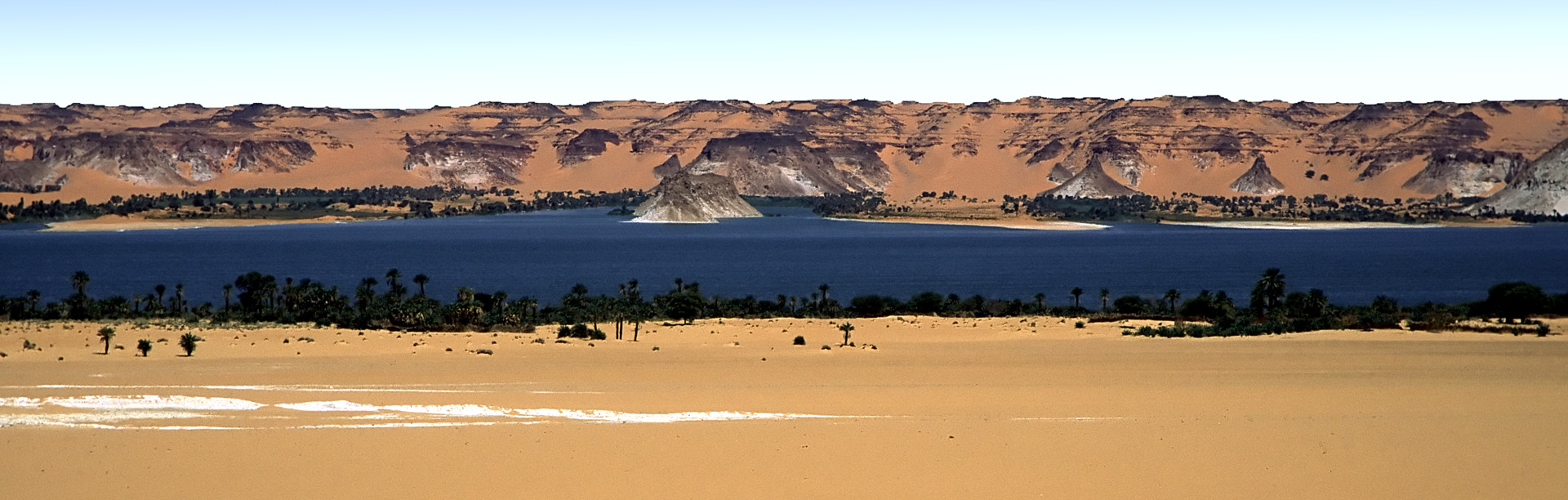
Sjön Ounianga Serir